# Кравець Віктор Михайлович
Кравець Віктор Михайлович (14 травня 1955, с. Бокове) — український банкір.

## Рання біографія
Народився 14 травня 1955 року в с. Бокове Любашівського району Одеської області в сім'ї службовців.
Закінчив Одеський інститут народного господарства (1972—76) за спеціальністю «Бухгалтерський облік». Згодом закінчив Українську академію банківської справи (1999) за спеціальністю «Фінанси, грошовий обіг і кредит».

## Кар'єра
1976 — ревізор КРУ Української республіканської контори Будбанку СРСР, м. Київ.
1976—1977 — служба в армії.
1977—1988 — на різних посадах в Українській республіканській конторі Будбанку СРСР / Київському міському управлінні Промбудбанку СРСР.
У 1989—1993 обіймав керівні посади в Українському республіканському акціонерному інноваційному банку.
У 1993 році очолював АТ «Український інноваційний банк».
Після того перейшов на роботу в Національний банк України. Обіймав посади головного бухгалтера, в.о. заступника Голови Правління, заступника Голови Правління НБУ.
1996—1998 — Голова Правління АК АПБ «Україна».
Згодом — знову на керівних посадах в Національному банку:
1998—2005 — директор Департаменту платіжних систем НБУ, член Правління НБУ.
2005—? — виконавчий директор з питань платіжних систем та розрахунків НБУ.
Був також заступником директора Центру наукових досліджень НБУ.
2014—2015 — Директор Департаменту платіжних систем і розрахунків НБУ.
З 2009 по 2011 був тимчасовим адміністратором ВАТ «РОДОВІД БАНК».

## Інша діяльність
Член Комісії з питань аграрної та земельної реформи при Президентові України (1997—1999).
Академік Академії економічних наук України (1993), Української академії економічної кібернетики (1997).
Автор (співававтор) не менше ніж 15 наукових праць у галузі банківської справи.

## Регалії
Заслужений економіст України (1995). Почесна грамота НБУ (1996). Державний службовець 3-го рангу (1999). Кандидат економічних наук (1999).

## Сім'я
Дружина Ірина Степанівна (1956) — економіст; син Олександр (1980) — економіст; дочка Марія (1982).

## Деякі праці
- Організація міжбанківських розрахунків на основі платіжних карток системи Visa International (1999)
- Перспективи розвитку безготівкових розрахунків в Україні (1999)
- Розробка та впровадження національної системи масових електронних платежів (1999)[5]
- Платіжні картки в Україні (1999)
- Кредитна система України і банківські технології (2002, у співавт.)
- Стан та перспективи розвитку системи міжбанківських розрахунків (2002)
- Західноєвропейський банківський бізнес: становлення і сучасність (2003)
- Использование технологий дистанционного банковского обслуживания коммерческими банками Украины (2012, у співавт.)[6][7][8]